# Douglas Pereira dos Santos
Douglas Pereira dos Santos (Monte Alegre de Goiás, 1990. augusztus 6. –) brazil labdarúgó, jelenleg a török Beşiktaş játékosa.

## Klub karrier

### Goiás
2002-ben, mindössze 12 évesen csatlakozott a Goiás ifjúsági csapatához, 2009. június 20-án debütált a Série A-ban a Grêmio elleni 2–2-es mérkőzésen, egy késői csereként lépett pályára.

### São Paulo
2012. február 11-én Dougles 3 éves szerződést írt alá a São Paulo csapatával.

### FC Barcelona
2014. augusztus 26-án a Barcelona 4 millió euróért megvásárolta a São Paulo-tól.
2014. szeptember 24-én a Málaga elleni mérkőzésen debütált a csapatban.
A 73. percben Adriano helyett lecserélték.
2016. augusztus 26-án a Barcelona kölcsönadta a Sporting Gijón csapatának.
2017. augusztus 30-án egy évre a portugál Benficához került kölcsönbe.
2018 nyarán a török Sivasspor vette kölcsön.

## Karrier statisztika
2014. július 9-i szerinti adatok:
| Brazil    | Brazil   | Série A   | Série A   | Brazil kupa  | Brazil kupa  | Kontinentális | Kontinentális | Egyéb | Egyéb | Összes | Összes |
| Klub      | Idény    | Mérk.     | Gólok     | Mérk.        | Gólok        | Mérk.         | Gólok         | Mérk. | Gólok | Mérk.  | Gólok  |
| --------- | -------- | --------- | --------- | ------------ | ------------ | ------------- | ------------- | ----- | ----- | ------ | ------ |
| Goiás     | 2009     | 14        | 0         | —            | —            | 1             | 0             | —     | —     | 15     | 0      |
| Goiás     | 2010     | 24        | 0         | 5            | 0            | 8             | 0             | 0     | 0     | 37     | 0      |
| Goiás     | 2011     | 26        | 5         | 0            | 0            | 0             | 0             | 0     | 0     | 26     | 5      |
| Goiás     | Összes   | 64        | 5         | 5            | 0            | 9             | 0             | 0     | 0     | 78     | 5      |
| São Paulo | 2012     | 33        | 2         | 5            | 1            | 6             | 0             | 0     | 0     | 44     | 3      |
| São Paulo | 2013     | 26        | 1         | 0            | 0            | 16            | 0             | 15    | 0     | 57     | 1      |
| São Paulo | 2014     | 10        | 1         | 4            | 0            | 0             | 0             | 9     | 1     | 23     | 2      |
| São Paulo | Összes   | 69        | 4         | 9            | 1            | 22            | 0             | 24    | 1     | 124    | 6      |
| Spanyol   | Spanyol  | Liga BBVA | Liga BBVA | Spanyol kupa | Spanyol kupa | Európa        | Európa        | Egyéb | Egyéb | Összes | Összes |
| Klub      | Idény    | Mérk.     | Gólok     | Mérk.        | Gólok        | Mérk.         | Gólok         | Mérk. | Gólok | Mérk.  | Gólok  |
| Barcelona | 2014–15  | 2         | 0         | 3            | 0            | 0             | 0             | –     | –     | 5      | 0      |
| Barcelona | Összes   | 2         | 0         | 3            | 0            | 0             | 0             | –     | –     | 5      | 0      |
| Összesen  | Összesen | 135       | 9         | 17           | 1            | 31            | 0             | 24    | 1     | 207    | 11     |